# Liste der Monuments historiques in Hadol
Die Liste der Monuments historiques in Hadol führt die Monuments historiques in der französischen Gemeinde Hadol auf.

## Liste der Objekte
| Bezeichnung                       | Beschreibung                     | Standort                         | Kennzeichnung | Schutzstatus | Datum | Bild |
| --------------------------------- | -------------------------------- | -------------------------------- | ------------- | ------------ | ----- | ---- |
| Prozessionsstab Heiliger Nikolaus | Holz, vergoldet, 18. Jahrhundert | in der Kirche St-Gengoult (Lage) | PM88000447    | Classé       | 1964  |      |